# إلسون ألميدا
إلسون ألميدا (بالهولندية: Elson do Rosario Almeida)‏ هو لاعب كرة قدم هولندي، ولد في 11 أغسطس 1990 في لشبونة في البرتغال. لعب مع نادي إيمن.

## وصلات خارجية
- إلسون ألميدا على موقع قاعدة بيانات كرة القدم.إي يو (الإنجليزية)
- إلسون ألميدا على موقع Soccerway.com (الإنجليزية)